# Thích Thanh Nhiễu
Hòa thượng Thích Thanh Nhiễu (sinh năm 1952) là một trong những lãnh đạo của Giáo hội Phật giáo Việt Nam, Ông hiện là Ủy viên thường trực Hội đồng chứng minh, Phó chủ tịch thường trực Hội đồng Trị sự Giáo hội Phật giáo Việt Nam, và hiện đang là trụ trì hai ngôi chùa, đó là chùa Bái Đính (Ninh Bình) và chùa Tam Chúc (Hà Nam).

## Thân thế
Sư thế danh là Vũ Đức Chính, sinh năm 1952 tại Thôn Thạch Cầu, Xã Nam Tiến, Huyện Nam Trực, Tỉnh Nam Định. Sư thuộc về sơn môn tổ đình chùa Bồ Đề - Long Biên - Hà Nội, hiện là phó trưởng sơn môn Bồ Đề

## Hoạt động Đạo - Đời
Sư xuất gia năm 11 tuổi với Hòa Thượng Thích Thanh Thuế, Nguyên Chứng Minh BTSPG Huyện Nam Trực ( Từng tu hành tại chốn tổ chùa Thạch Cầu) trụ trì chùa Hoàng Long xã Nam Dương Huyện Nam Trực Tỉnh Nam Định. Năm 1968 sư thụ giới sadi tại chùa Nam Trực Xã Nam Tiến Huyện Nam Trực Tỉnh Nam Định. Năm 1972 Sư thụ giới tỳ kheo tại đại giới đàn chốn tổ chùa Nguyệt Quang Thôn Thạch Cầu Xã Nam Tiến Huyện Nam Trực Tỉnh Nam Định( nơi có nhiều vị cao tăng thạc đức như cố ĐL HT Thích Nguyên Khoan, cố TL HT Thích Thanh Doãn- nguyên trụ trì chùa bà đá, chùa Linh Quang, chùa Ngâu Hà Nội là đệ tử tổ Thạch Cầu, cố TL HT Thích Thế Long là đệ tử y chỉ tổ Thạch Cầu) do TL HT Thích Thế Long, TL HT Thích Thuận Đức, TL HT Thích Tâm Thông, TL Hoà Thượng Thích Hạ Tĩnh, TL Hoà Thượng Thích Thạch Cầu làm giới sư tăng. Cũng tại đại giới đàn này còn có Cố ni trưởng Thích Đàm Đạt - trụ trù chùa Ngọc Hồi Hà Nội là giới tử .Hội đồng giới sư ni là cố NT Thích Đàm Luận ,cố NT Thích Đàm Nhượng ,cố NT Thích Đàm Ngọ, cố NT Thích Đàm Mậu, cố NT Thích Đàm Xương trao truyền giới pháp
Sau Hội nghị thống nhất các tông phái Phật giáo Việt Nam để thành lập Giáo hội Phật giáo Việt Nam vào năm 1981, Sư được cử làm nhân viên Văn phòng I Trung ương Giáo hội Phật giáo Việt Nam.
Năm 2011, sư được Đại hội đại biểu giáo hội phật giáo tỉnh Nghệ An lần I suy cử làm Trưởng ban trị sự Tỉnh hội Phật giáo tỉnh Nghệ An.
năm 1992, sư được tấn phong giáo phẩm Thượng tọa
Năm 2012, sư được tấn phong giáo phẩm Hòa thượng
Sư là trụ trì của: chùa Bái Đính - Ninh Bình, chùa Kim Cổ - Hà Nội

## Tham gia lãnh đạo Giáo hội Phật giáo Việt Nam
Năm 1970, sư được tỉnh hội Phật giáo Nam định cử lên Hà Nội học tập tại trường Phật học viện Quảng Bá nổi tiếng đương thời do Pháp sư Thích Trí Độ, Hòa thượng Thích Tâm An, Hòa thượng Thích Đức Nhuận, Hòa thượng Thích Quảng Dung... giảng dạy
Giai đoạn 1981-1985, sư tham gia học trường Cao cấp Phật học TW khóa I, nơi đây là trường đào tạo tăng tài mai sau tham gia công tác lãnh đạo cho giáo hội.
Từ năm 1987, Sư được Trung ương Giáo hội cử làm Ủy viên Thường trực Hội đồng Trị sự kiêm Phó Văn phòng I. Trong giai đoạn 1997-2007, Sư đảm nhiệm chức Phó Tổng Thư ký Hội đồng Trị sự kiêm Chánh Văn phòng I Trung ương Giáo hội.
Tại Đại hội VI của Giáo hội Phật giáo Việt Nam diễn ra tại thủ đô Hà Nội vào năm 2007, Sư được suy cử đảm nhiệm Phó Chủ tịch Hội đồng trị sự.
Tại Hội nghị Thông qua việc giới thiệu Thượng tọa Thích Thanh Nhiễu đảm nhiệm Phó Chủ tịch Thường trực Hội đồng trị sự, ngày 26 tháng 12 năm 2011 tại Thành phố Hồ Chí Minh, Với 100% phiếu thuận, Ban Thường trực Hội đồng Trị sự Giáo hội Phật giáo Việt Nam đã chính thức thông qua việc giới thiệu Thượng tọa Thích Thanh Nhiễu đảm nhiệm chức vụ Phó Chủ tịch Thường trực hội đồng trị sự thay thế Trưởng lão hòa thượng Thích Thanh Tứ - nguyên Phó Chủ tịch Thường trực HĐTS đã viên tịch.Năm 2024, tại hội nghị thường niên kỳ 3 khóa IX Hòa thượng được suy cử vào thành viên ban thường trực Hội đồng chứng minh